# Spencer (condado de Marathon, Wisconsin)
Spencer es un pueblo ubicado en el condado de Marathon en el estado estadounidense de Wisconsin. En el Censo de 2010 tenía una población de 1.581 habitantes y una densidad poblacional de 19,32 personas por km².

## Geografía
Spencer se encuentra ubicado en las coordenadas 44°43′31″N 90°14′54″O / 44.72528, -90.24833. Según la Oficina del Censo de los Estados Unidos, Spencer tiene una superficie total de 81.84 km², de la cual 81.31 km² corresponden a tierra firme y (0.65%) 0.53 km² es agua.

## Demografía
Según el censo de 2010, había 1.581 personas residiendo en Spencer. La densidad de población era de 19,32 hab./km². De los 1.581 habitantes, Spencer estaba compuesto por el 97.6% blancos, el 0.57% eran afroamericanos, el 0% eran amerindios, el 0.19% eran asiáticos, el 0.19% eran isleños del Pacífico, el 0.7% eran de otras razas y el 0.76% pertenecían a dos o más razas. Del total de la población el 1.45% eran hispanos o latinos de cualquier raza.